# Wimpergekko
De wimpergekko of kroongekko (Correlophus ciliatus) is een hagedis die behoort tot de gekko's en de familie Diplodactylidae.

## Naam en indeling
De wetenschappelijke naam van de soort werd voor het eerst voorgesteld door Alphone Guichenot in 1866. De soort behoorde lange tijd tot het geslacht Rhacodactylus, zodat veel literatuur de verouderde wetenschappelijke naam, Rhacodactylus ciliatus, vermeldt.
De soortaanduiding ciliatus betekent vrij vertaald 'ooglid' en slaat op de op wimpers gelijkende uitsteeksels boven de ogen.

## Uiterlijke kenmerken
De wimpergekko bereikt een kopromplengte van ongeveer elf centimeter en de staart is even lang als het lichaam en de kop samen. De soort is makkelijk te herkennen aan de duidelijk zichtbare kammen aan weerszijden van de kop die over de hals doorlopen in een dubbele rugkam aan weerszijden van de rug. De kammen hebben kleine stekeltjes, en ook boven de ogen zijn twee kammen met vrij lange stekels aanwezig, die sterk doen denken aan wimpers. De staart is korter dan het lichaam en vrijwel rond.
De kleur is zeer variabel; van grijs tot groen of bruin en ook fellere kleuren als oranje tot geel komen voor. Typisch is het deel van de rug dat tussen de kammen ligt en altijd lichter of anders van kleur is; zo komen er exemplaren voor met een bruine basiskleur en een groene rug. Zowel de kammen, stekeltjes als kleuren kunnen enigszins verschillen, maar deze kleine afwijkingen hebben niets te maken met de geografische locatie waar de gekko vandaan komt; zo kunnen in een enkel legsel diverse vormen voorkomen.

## Levenswijze
De hagedis jaagt op insecten en andere kleine ongewervelden. Het is een nachtactieve soort die zich overdag schuilhoudt en vertrouwt op de goede camouflage die de gekko doen denken aan een blad.

## Verspreiding en habitat

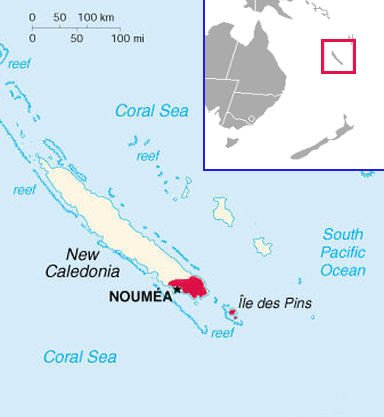
Verspreidingsgebied in het rood.

De gekko leeft evenals zijn geslachtsgenoten endemisch op de eilandengroep Nieuw-Caledonië. De wimpergeko is hier aantroffen in het zuidelijke deel van het gebied. De soort leeft in struiken en lagere delen van bomen.
Opmerkelijk is het feit dat deze soort lange tijd als uitgestorven werd beschouwd, maar in 1994 plotsklaps opdook. Het gaat sindsdien niet alleen veel beter met de soort, maar de wimpergekko is zelfs uitgegroeid tot een van de populairste en meest gevraagde terrariumdieren en wordt in grote aantallen in gevangenschap tot nakweek gestimuleerd. Het is hiermee een van de weinige diersoorten die aan de handel in exotische dieren waarschijnlijk zijn voortbestaan heeft te danken.